# Estadio Domingo Burgueño
Estadio Domingo Burgueño is een voetbalstadion in de Uruguayaanse stad Maldonado.
Het biedt plaats aan 22.000 toeschouwers. Het is de thuisbasis van de voetbalclub Deportivo Maldonado. Het stadion werd onder andere gebruikt tijdens de Copa América 1995 en voor het Zuid-Amerikaanse kampioenschap voor spelers onder 20 jaar in 2015.